# Naghan
Naghan (persan : ناغان) est une ville du district de Naghan situé dans la préfecture de Kiar dans la province du Tchaharmahal-et-Bakhtiari en Iran, à environ 80 km au sud de Shahrekord.

## Population
Lors du recensement de 2006, la population de la ville était de 11 928 habitants. 

## Tremblement de terre de 1977
En avril 1977, un tremblement de terre de magnitude 6 frappe la ville de Naghan, tuant 348 personnes et en blessant près de 200. 